# Лез-Авеньєр-Вейрен-Тюеллен
Лез-Авеньєр-Вейрен-Тюеллен (фр. Les Avenières Veyrins-Thuellin) — муніципалітет у Франції, у регіоні Овернь-Рона-Альпи, департамент Ізер. Лез-Авеньєр-Вейрен-Тюеллен утворено 1 січня 2016 року шляхом злиття муніципалітетів Лез-Авеньєр i Вейрен-Тюеллен. Адміністративним центром муніципалітету є Лез-Авеньєр. Населення — 7740 осіб (01.01.2021).